# Micrurus ornatissimus
Micrurus ornatissimus – gatunek jadowitego węża z rodziny zdradnicowatych (Elapidae). Jeden z grupy węży koralowych. Występuje w północno-zachodniej części Ameryki Południowej – na nizinach i niższych rejonach górskich zachodniej Amazonii. Prowadzi dzienny i nocny, naziemny tryb życia.

## Systematyka
Takson ten po raz pierwszy zgodnie z zasadami nazewnictwa binominalnego opisał w 1858 roku włoski zoolog Giorgio Jan na łamach „Revue et magasin de zoologie pure et appliquée”. Autor nadał wężowi nazwę Elaps ornatissimus. Holotyp MSNM, który pierwotnie znajdował się w Museo Civico di Storia Naturale di Milano w Mediolanie, uległ zniszczeniu w czasie II wojny światowej. Nie wyróżnia się podgatunków.

### Etymologia
- Micrurus: gr. μικρος mikros „mały”[7]; κερκος kerkos „ogon”[8].
- ornatissimus – łac. ornatus „ozdobiony, przyozdobiony” i łac. -issimus „ładny”[9][2], „bardzo”[4].

## Morfologia
Jest to średniej wielkości wąż o krótkiej głowie, która jest tylko niewiele szersza od szyi. Jest ona czarna na górze, biało-czerwona po bokach i biała od spodu. Gatunek ten, jak inne węże z rodzaju Micrurus, ma małe oczy z ciemnymi tęczówkami. Tułów pokrywają dosyć wąskie pierścienie naprzemiennie czarne, białe i czerwone. Czarnych pierścieni jest od 38 do 67. Składają się z 2 łusek na grzbiecie i 1–2 łusek na brzuchu, są one ograniczone serią białych kropek tworzących pierścienie o grubości połowy łuski od grzbietu i jednej łuski przy brzuchu. Czerwone pierścienie są nieco grubsze o grubości od 2 do 2,5 łuski. Czerwone łuski mają czarne zakończenia. Ogon dość krótki, ubarwiony serią czarnych i białych pierścieni w liczbie 11–17 u samców i 8–12 u samic. Brzuch biały lub jasnożółtawy z czerwonymi i czarnymi naprzemiennymi plamami. Węże tego gatunku posiadają uzębienie typu proteroglypha, tzn. posiadają krótkie zęby jadowe zaopatrzone w rynienkę. Na obszarze swojego występowania jest jednym z trzech gatunków z rodzaju Micrurus o podobnym ubarwieniu, dwa pozostałe to Micrurus langsdorffi i Micrurus steindachneri. Może być także mylony z fałszywym wężem koralowym Erythrolamprus guentheri, który ma ponad 6 razy większe oczy.
Wymiary:
|                        | Samiec  | Samica  |
| Długość całkowita (mm) | 879     | 930     |
| Tarczki brzuszne       | 201–211 | 218–230 |
| Tarczki podogonowe     | 47–52   | 33–38   |

## Występowanie
Micrurus ornatissimus występuje we wschodnich podgórzach Andów i Amazonii w Kolumbii, Ekwadorze i Peru. Żyje na wysokościach 225–1700 m n.p.m. W Ekwadorze stwierdzono jego występowanie w prowincjach Tungurahua, Napo, Orellana, Morona Santiago, Zamora Chinchipe, Pastaza i Sucumbíos.

## Ekologia i zachowanie
Gatunek prowadzi dzienny i nocny, lądowy tryb życia. Występuje w lasach deszczowych, zarówno w pierwotnych, jak i wtórnych. Spotykany jest także w przydomowych ogrodach i na obrzeżach lasów. Jego dieta składa się głównie z węży m.in. Atractus orcesi. Ich jad jest neurotoksyczny i prawdopodobnie śmiertelny dla ludzi, ale nie istnieją żadne opublikowane zapisy dotyczące zatrucia. Są jajorodne, w opisanym lęgu samica zniosła 9 jaj, z których po 73 dniach wykluły się młode, miały od 17,6 do 22,6 cm długości.

## Status
W Czerwonej księdze gatunków zagrożonych IUCN Micrurus ornatissimus jest klasyfikowany jako gatunek najmniejszej troski (LC, ang. Least Concern). Liczebność populacji ani jej trend nie są znane; gatunek ten określany jest jako pospolity w Ekwadorze i niepospolity w Peru.